# توم جونستون
توم جونستون (بالإنجليزية: Tom Johnston)‏ (30 ديسمبر 1918 في المملكة المتحدة - 27 نوفمبر 1994 بنوتنغهام في المملكة المتحدة) هو مدرب كرة قدم ولاعب كرة قدم بريطاني (وحمل سابقاً جنسية المملكة المتحدة لبريطانيا العظمى وأيرلندا) في مركز الوسط. لعب مع نادي بيتربورو يونايتد ونوتس كاونتي ونوتينغهام فورست وSt Bernard's F.C. ‏.

## وصلات خارجية
- توم جونستون على موقع Soccerbase.com (مدرب) (الإنجليزية)